# Cazacioc

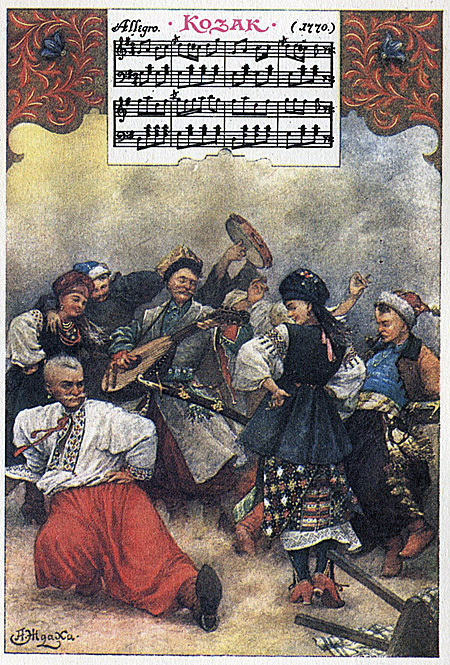
Cazacioc

Cazaciocul sau căzăceasca (în ucraineană Козачок, în rusă Казачок) este un dans popular ruso-ucrainean. Este un dans în cuplu rapid, liniar, cu un ritm de 2/4 și cu un ritm în creștere constantă. Femeia conduce și bărbatul o urmează, imitându-i mișcările -  ea semnalează schimbările mișcării bătând din palme.
Termenul „cazacioc”, care tradus literal înseamnă „micul cazac”, își are originea în spectacolele Vertep, teatrul itinerant de păpuși ucrainean de la sfârșitul secolului al XVI-lea și din secolul al XVII-lea. Piesele Vertep erau alcătuite din două părți, prima dramatizând nașterea lui Hristos, iar cea de-a doua având un subiect laic. În Ucraina ele au fost de multe ori sărbători pline de bucurie ale cazacilor zaporojeni care cântau din gură sau la bandură și dansau. Acest dans a devenit cunoscut ca Vertepny Kozachok, care înseamnă literal „O păpușă cazacă din Vertep” și prezintă toate trăsăturile temperamentului aprig cazac.
Printre variantele de cazacioc sunt Kuban-cazacioc (din regiunea Kuban) și Ter-cazacioc (din Caucazul de nord).
Primul aranjament muzical cunoscut de cazacioc ucrainean pentru lăută este atribuit nobilului și compozitorului polonez Kazimierz Stanisław Rudomina (K.S.R) Dusiacki (secolul al XVII-lea). Există colecții de manuscrise cu melodii pentru cazacioc începând din a doua jumătate a secolului al XVIII-lea, iar colecțiile tipărite au început să apară înspre sfârșitul acelui secol. Partiturile lui Dusiacki sunt păstrate în Biblioteca de Stat din Berlin, sub numele de „Dusiacki-Buch”.
Cazaciocul a fost interpretat adesea în secolul al XVIII-lea în spectacolele franceze de balet și a dobândit o largă popularitate după ce trupele ruse au ocupat Parisul în 1813.
În secolul al XIX-lea dansul s-a schimbat, începând să fie jucat ca un dans în cerc; el a fost reînviat de la sfârșitul anilor 1960 în mai multe țări. Există aranjamente de cazacioc în compozițiile muzicale ale lui Aleksandr Serov, ale lui Ceaikovski și ale altor compozitori ruși. Printre compozițiile pentru orchestră simfonică, sunt de menționat Malorossiysky kazachok (Малороссийский казачок) a lui Aleksandr Dargomîjski, Simfonia a III-a a lui R. Simovîci și Suita de dans a lui A. Kolomieț. El a apărut prima dată în anul 1782 în Rusia și peste aproape 300 de ani a ajuns și la ucraineni